# گیاه‌پارچ مریلیانا
گیاه‌پارچ مریلیانا (نام علمی: Nepenthes merrilliana)، یک گونه از سرده گیاه‌پارچ‌ها می‌باشد. نام گیاه از المر درو مریل (Elmer Drew Merrill) گرفته شده است. یک گیاه‌پارچ مدارگان و بومی فیلیپین است. برخی از بزرگ‌ترین پارچ‌ها را این جنس تولید می‌کند که با پارچ‌های گیاه‌پارچ راجا رقابت می‌کند. این گونه مختص شمال و مرکز میندانائو و همچنین همسایه دیناگات و سامار است. حضور آن در جنوب میندانائو نامشخص است. در مناطق جنگلی ساحلی در شیب‌های تند در ارتفاعات ۰ تا ۱۱۰۰ متری از سطح دریا ساکن است.

گیاه‌پارچ سوریگائو نزدیک به گیاه‌پارچ مریلیانا است و برای مدت طولانی مترادف این گونه محسوب می‌شد. گیاه‌پارچ سامار یکی دیگر از گونه‌های نزدیک به هم است.

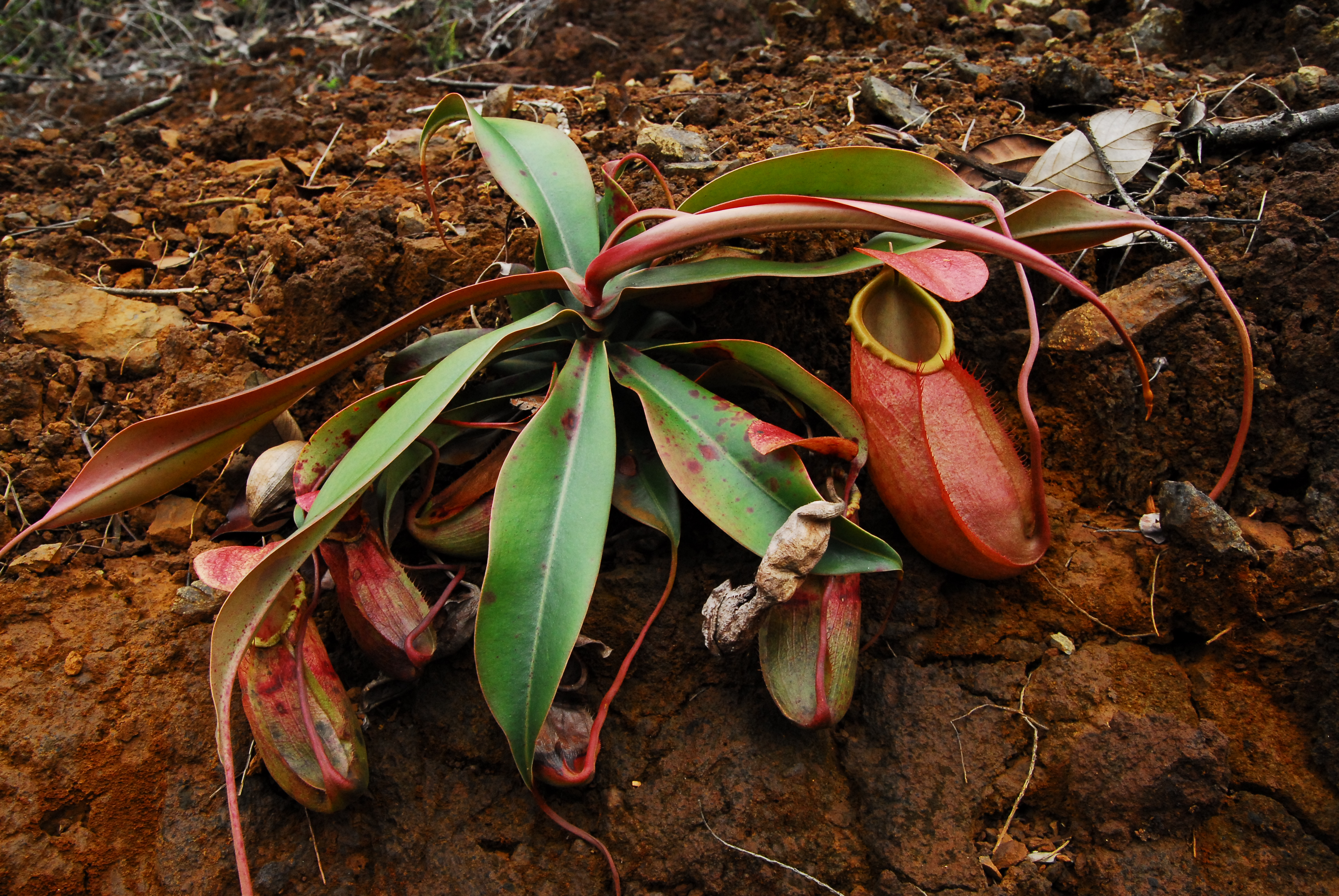
یک گیاه جوان با پارچ‌های پایین‌تر که در یک مکان در معرض دید رشد می‌کند.
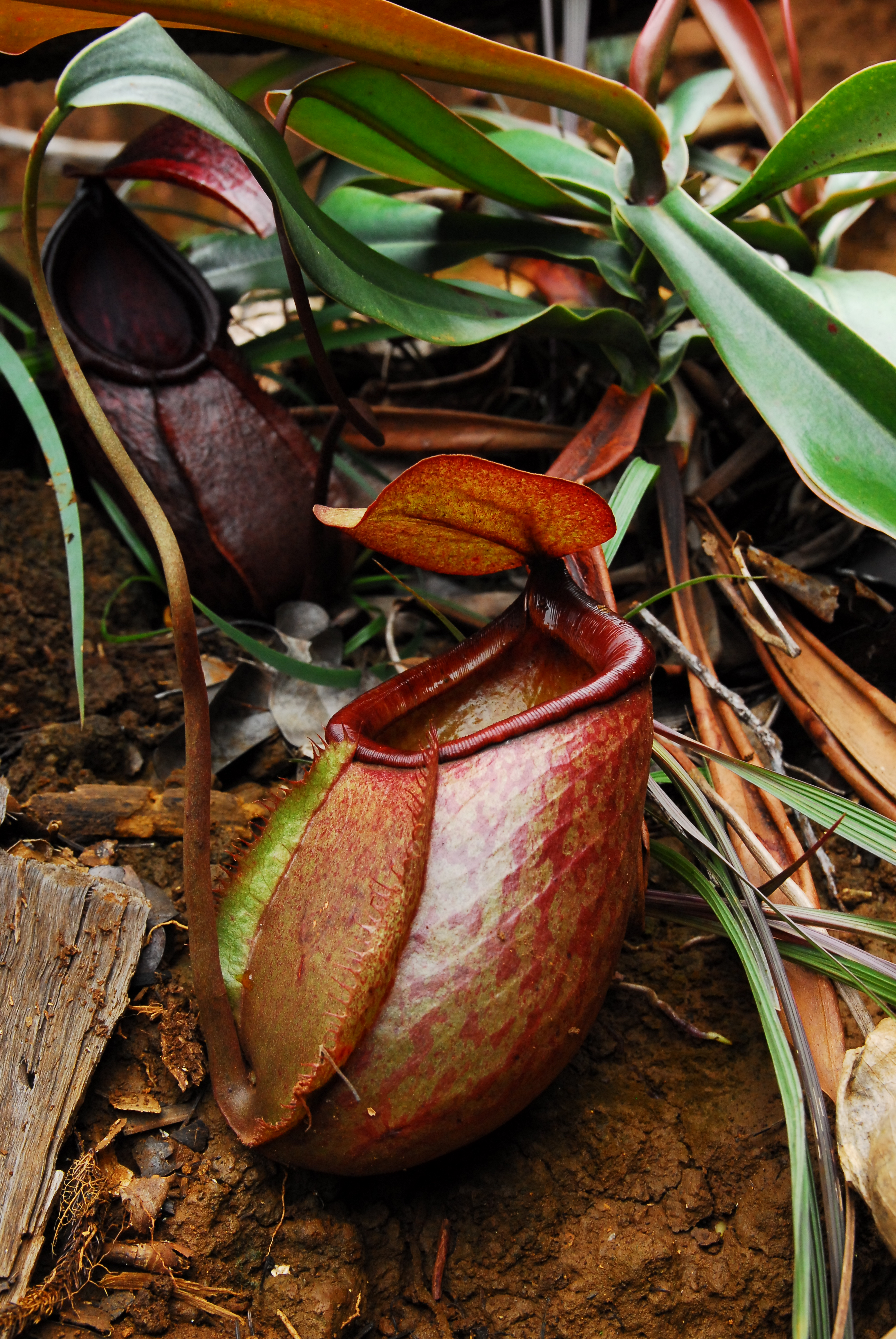
پارچ کوچک پایینی از دیناگات
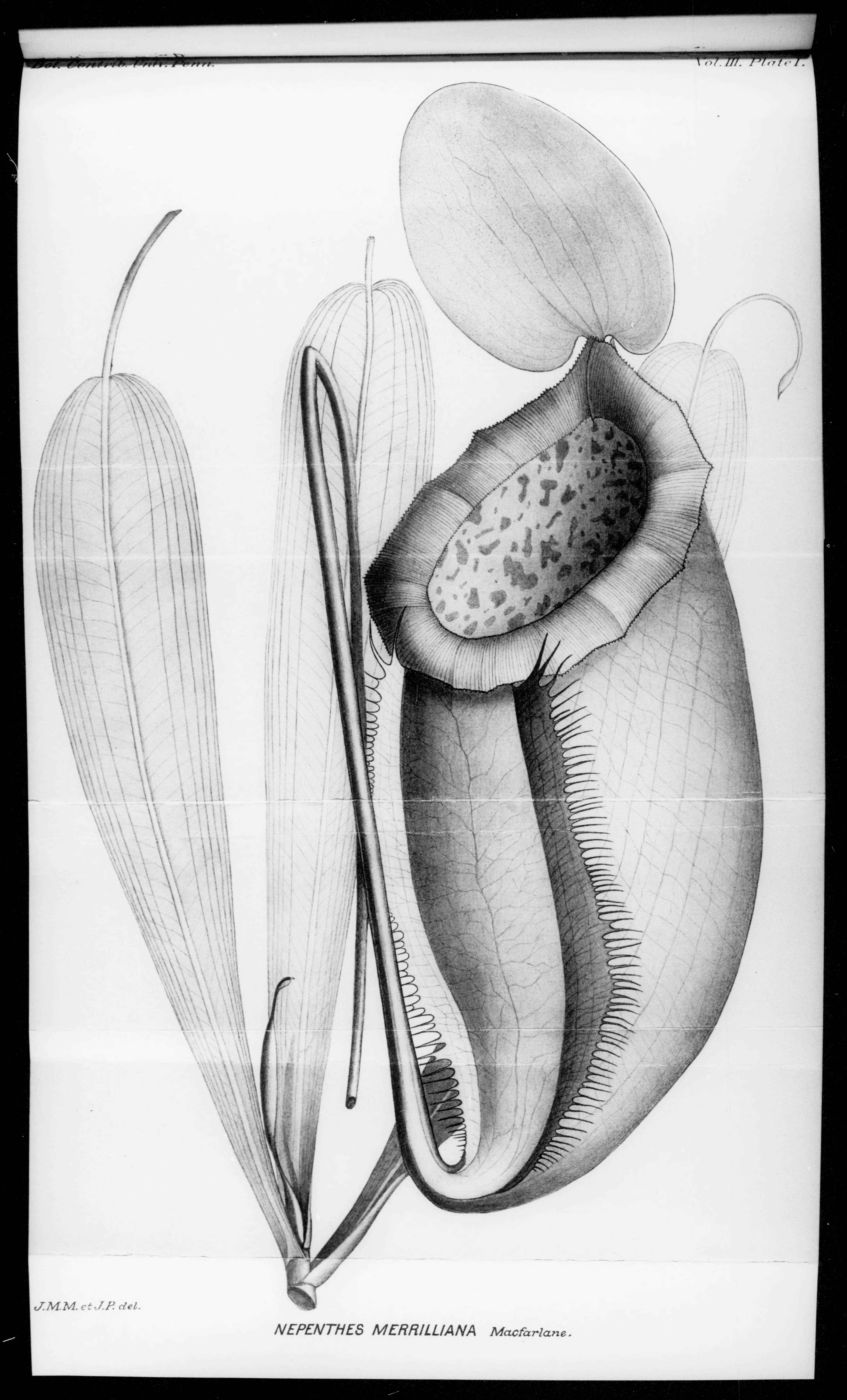
تصویر گیاه‌پارچ مریلیانا از توصیف گونه مکفارلن (Macfarlane) در سال ۱۹۱۱

## دورگه‌های طبیعی
گیاه‌پارچ باله‌دار × گیاه‌پارچ مریلیانا
گیاه‌پارچ باله‌دار × گیاه‌پارچ مریلیانا × گیاه‌پارچ شگرف = گیاه‌پارچ تسانگ یا سانگ
گیاه‌پارچ بلی × گیاه‌پارچ مریلیانا
گیاه‌پارچ مریلیانا × گیاه‌پارچ میندانائو
گیاه‌پارچ مریلیانا × گیاه‌پارچ شگرف